# Дяволски устройства
„Дяволски устройства“ е книга от Филип Рийв.

## Главни герои
- Том